# Semaeopus solitaria
Semaeopus solitaria är en fjärilsart som beskrevs av Walker 1861. Semaeopus solitaria ingår i släktet Semaeopus och familjen mätare. Inga underarter finns listade i Catalogue of Life.